# Yasuto Honda
Yasuto Honda (本田 泰人, Honda Yasuto, Kitakyushu, 25 juni 1969) is een Japans voormalig voetballer die als middenvelder speelde.

## Clubcarrière
Honda speelde tussen 1988 en 2006 voor Honda en Kashima Antlers.

## Japans voetbalelftal
Honda debuteerde in 1995 in het Japans nationaal elftal en speelde 29 interlands, waarin hij 1 keer scoorde.

## Statistieken
| Japans voetbalelftal | Japans voetbalelftal | Japans voetbalelftal |
| Jaar                 | Wed.                 | Dlp.                 |
| -------------------- | -------------------- | -------------------- |
| 1995                 | 2                    | 0                    |
| 1996                 | 13                   | 0                    |
| 1997                 | 14                   | 1                    |
| Totaal               | 29                   | 1                    |